# Алгебраїчні числа
Алгебраїчні числа, також алгебричні числа, — підмножина комплексних чисел, кожне з яких є коренем хоча б одного многочлена певного степеня з раціональними коефіцієнтами. Тобто число {\displaystyle \alpha \in \mathbb {C} } є алгебраїчним, якщо існує многочлен
{\displaystyle \ f(x)=a_{n}x^{n}+a_{n-1}x^{n-1}+\ldots +a_{1}x+a_{0}},
де {\displaystyle \forall _{k\in \{1\cdots n\}}~a_{k}\in \mathbb {Q} } і {\displaystyle f(\alpha )=0}.
У цьому визначенні можна було вимагати, щоб коефіцієнти многочлена були цілими числами. Числа, що не є алгебраїчними, називаються трансцендентними.
Якщо число є коренем многочлена {\displaystyle f(x)\in \mathbb {Z} [x]} зі старшим коефіцієнтом рівним одиниці, то це число називається цілим алгебраїчним числом.

## Приклади
- Всі раціональні числа є алгебраїчними: число {\displaystyle \left({\frac {a}{b}}\right)} є, наприклад, коренем рівняння {\displaystyle bx-a=0}.
- Уявна одиниця, число {\displaystyle i={\sqrt {-1}}} є алгебраїчним, як корінь рівняння {\displaystyle x^{2}+1=0}.
- Числа e, π, eπ є трансцендентними. Статус числа πe невідомий.
- Якщо {\displaystyle \alpha \neq 0,1,\,\beta \notin \mathbb {Q} } — алгебраїчні числа, тоді {\displaystyle \alpha ^{\beta }} — трансцендентне число.
- Числа {\displaystyle \cos(1)} і {\displaystyle \sin(1)} є алгебраїчними (кути в градусах).

Цей факт випливає з тригонометричної рівності:
{\displaystyle \cos((n+1)\theta )=2\cos(n\theta )\cos \theta -\cos((n-1)\theta )}
Тому якщо визначити послідовність многочленів:
{\displaystyle g_{n+1}(x)=2g_{n}(x)x-g_{n-1}(x),\,}
то {\displaystyle \cos(m\theta )=g_{m}(\cos \theta ),m\in \mathbb {N} .} Звідси одержуємо:
{\displaystyle 0=\cos(90\cdot 1)=g_{90}(\cos 1),} тобто {\displaystyle \cos(1)} є коренем многочлена {\displaystyle g_{90}(x),} що й доводить твердження.
Для {\displaystyle \sin(1)} достатньо зазначити, що всі степені {\displaystyle x} в {\displaystyle g_{90}(x)} є парними і що {\displaystyle \cos(1)={\sqrt {1-\sin ^{2}(1)}}}.

## Мінімальний многочлен
Якщо {\displaystyle \alpha } — алгебраїчне число, то серед всіх многочленів з раціональними коефіцієнтами, для яких {\displaystyle \alpha } є коренем, існує єдиний многочлен найменшого степеня із старшим коефіцієнтом, рівним {\displaystyle 1}. Такий многочлен є незвідним, він називається мінімальним многочленом алгебраїчного числа {\displaystyle \alpha }. 
- Степінь мінімального многочлена {\displaystyle \alpha } називається степенем алгебраїчного числа {\displaystyle \alpha }.
- Інші корені мінімального многочлена {\displaystyle \alpha } називаються спряженими до {\displaystyle \alpha }.
- Висотою алгебраїчного числа {\displaystyle \alpha } називається найбільша з абсолютних величин коефіцієнтів в незвідному і примітивному многочлені з цілими коефіцієнтами, для якого {\displaystyle \alpha } є коренем.

Мінімальний многолен числа {\displaystyle \alpha } має коефіцієнти цілі числа тоді і тільки тоді, коли {\displaystyle \alpha } — ціле алгебраїчне число.

### Приклади
- Раціональні числа, і лише вони, є алгебраїчними числами 1-го степеня.
- Уявна одиниця {\displaystyle i} так само як {\displaystyle {\sqrt {2}}} є алгебраїчними числами 2-го степеня. Спряженими до цих чисел є відповідно {\displaystyle -i} та {\displaystyle -{\sqrt {2}}}.
- При будь-якому натуральному {\displaystyle n}, {\displaystyle {\sqrt[{n}]{2}}} є алгебраїчним числом {\displaystyle n}-го степеня.

## Поле алгебраїчних чисел
Однією з найважливіших властивостей алгебраїчних чисел є той факт, що вони утворюють поле, тобто якщо {\displaystyle \alpha } і {\displaystyle \beta } — алгебраїчні числа то їх обернені елементи {\displaystyle -\alpha } і {\displaystyle \alpha ^{-1}}, а також сума {\displaystyle \alpha +\beta } і добуток {\displaystyle \alpha \beta } також є алгебраїчними числами. 

### Доведення
- Спершу доведемо алгебраїчність {\displaystyle -\alpha }. Якщо {\displaystyle f(x)} — многочлен з цілими коефіцієнтами для якого {\displaystyle \alpha } є коренем, то {\displaystyle -\alpha } буде коренем многочлена {\displaystyle -f(x)}. Тобто {\displaystyle -\alpha } — алгебраїчне число.

- Якщо {\displaystyle \alpha } — корінь многочлена {\displaystyle f(x)=\sum _{k=0}^{n}a_{k}x^{k}\in \mathbb {Z} [x]}, то {\displaystyle \alpha ^{-1}} є коренем многочлена {\displaystyle g(x)=\sum _{k=0}^{n}a_{n-k}x^{k}\in \mathbb {Z} [x]}, отже {\displaystyle \alpha ^{-1}} теж є алгебраїчним числом.

- Доведемо тепер алгебраїчність {\displaystyle \alpha +\beta }. Припустимо α є коренем многочлена {\displaystyle f(x)\in \mathbb {Z} [x]} і {\displaystyle \beta } є коренем многочлена {\displaystyle g(x)\in \mathbb {Z} [x]}. Нехай {\displaystyle \alpha _{1}=\alpha ,\alpha _{2},\dots ,\alpha _{n}} — всі корені {\displaystyle f(x)} (враховуючи їх кратність, так що степінь {\displaystyle f(x)} рівний {\displaystyle n}) і нехай {\displaystyle \beta _{1}=\beta ,\beta _{2},\dots ,\beta _{m}} — всі корені {\displaystyle g(x)}. Розглянемо многочлен:

{\displaystyle F(x)=\prod _{i=1}^{n}\prod _{j=1}^{m}(x-(\alpha _{i}+\beta _{j}))}.
Множина {\displaystyle R=\mathbb {Z} [\beta _{1},\ldots ,\beta _{m}]} є комутативним кільцем. З теореми Вієта випливає, що коефіцієнти {\displaystyle F(x)} є симетричними многочленами від чисел {\displaystyle \alpha _{1}=\alpha ,\alpha _{2},\dots ,\alpha _{n}}. Тому якщо, {\displaystyle \sigma _{1},\sigma _{2},\dots ,\sigma _{n}} — елементарні симетричні многочлени від {\displaystyle \alpha _{1}=\alpha ,\alpha _{2},\dots ,\alpha _{n}} і {\displaystyle A} — деякий коефіцієнт (при {\displaystyle x^{k}}) многочлена {\displaystyle F(x)}, тоді з фундаментальної теореми про симетричні многочлени випливає, що {\displaystyle A=B(\sigma _{1},\sigma _{2},\dots ,\sigma _{n},\beta _{1},\beta _{2},\dots ,\beta _{n})} для деякого многочлена {\displaystyle B} з цілими коефіцієнтами. Проте коефіцієнти {\displaystyle F(x)} також є симетричними многочленами від чисел {\displaystyle \beta _{1},\beta _{2},\dots ,\beta _{m}}. Нехай {\displaystyle R=\mathbb {Z} [\sigma _{1},\ldots ,\sigma _{n}]} і {\displaystyle \sigma _{1}',\sigma _{2}',\dots ,\sigma _{n}'} — елементарні симетричні многочлени від {\displaystyle \beta _{1}=\beta ,\beta _{2},\dots ,\beta _{m}} тому з фундаментальної теореми про симетричні многочлени {\displaystyle A=B'(\sigma _{1},\sigma _{2},\dots ,\sigma _{n},\sigma _{1}',\sigma _{2}',\dots ,\sigma _{m}')} для деякого многочлена {\displaystyle B'} з цілими коефіцієнтами. З теореми Вієта випливає, що всі {\displaystyle \sigma _{1},\sigma _{2},\dots ,\sigma _{n},\sigma _{1}',\sigma _{2}',\dots ,\sigma _{m}'} є раціональними і тому раціональним є також коефіцієнт {\displaystyle A}. Тому {\displaystyle F(x)\in \mathbb {Q} [x]} і оскільки {\displaystyle \alpha +\beta } є коренем {\displaystyle F(x)} це число є алгебраїчним.
- Алгебраїчність числа {\displaystyle \alpha \beta } доводиться аналогічно до випадку {\displaystyle \alpha +\beta }, розглядаючи многочлен:

{\displaystyle F(x)=\prod _{i=1}^{n}\prod _{j=1}^{m}(x-(\alpha _{i}\beta _{j}))}.

## Властивості
- Множина алгебраїчних чисел є зліченною (Теорема Кантора).
- Множина алгебраїчних чисел є щільною в комплексній площині.
- Корінь многочлена коефіцієнтами якого є алгебраїчні числа, теж є алгебраїчним числом, тобто поле алгебраїчних чисел є алгебраїчно замкнутим.
- Для довільного алгебраїчного числа {\displaystyle \alpha } існує таке натуральне {\displaystyle N}, що {\displaystyle N\alpha } — ціле алгебраїчне число.
- Алгебраїчне число {\displaystyle \alpha } степеня {\displaystyle n} має {\displaystyle n} різних спряжених чисел (включаючи саме число {\displaystyle \alpha }).
- {\displaystyle \alpha } і {\displaystyle \beta } спряжені тоді і тільки тоді, коли існує автоморфізм поля {\displaystyle \mathbb {A} }, що переводить {\displaystyle \alpha } у {\displaystyle \beta }.
- В певному розумінні алгебраїчні числа, що не є раціональними не можуть бути достатньо добре наближені раціональними числами. Два результати, що прояснюють суть цього твердження
  - Теорема Ліувіля: якщо {\displaystyle \alpha \in \mathbb {Q} } є коренем многочлена {\displaystyle f(x)\in \mathbb {Z} [x]} степінь якого рівний {\displaystyle n}, тоді існує число {\displaystyle A} залежне від {\displaystyle \alpha }, що

{\displaystyle \left|\alpha -\left({\frac {a}{b}}\right)\right|>\left({\frac {A}{b^{n}}}\right)}, для довільного раціонального числа {\displaystyle \left({\frac {a}{b}}\right)}.
- - Теорема Туе — Зігеля — Рота: якщо {\displaystyle \alpha \in \mathbb {Q} } є алгебраїчним числом, тоді для довільного {\displaystyle \varepsilon } існує лише скінченна кількість пар цілих чисел {\displaystyle (a,b)} де {\displaystyle b>0} для яких:

{\displaystyle \left|\alpha -\left({\frac {a}{b}}\right)\right|<\left({\frac {1}{b^{(2+\varepsilon )}}}\right).}